# Emil Knöll

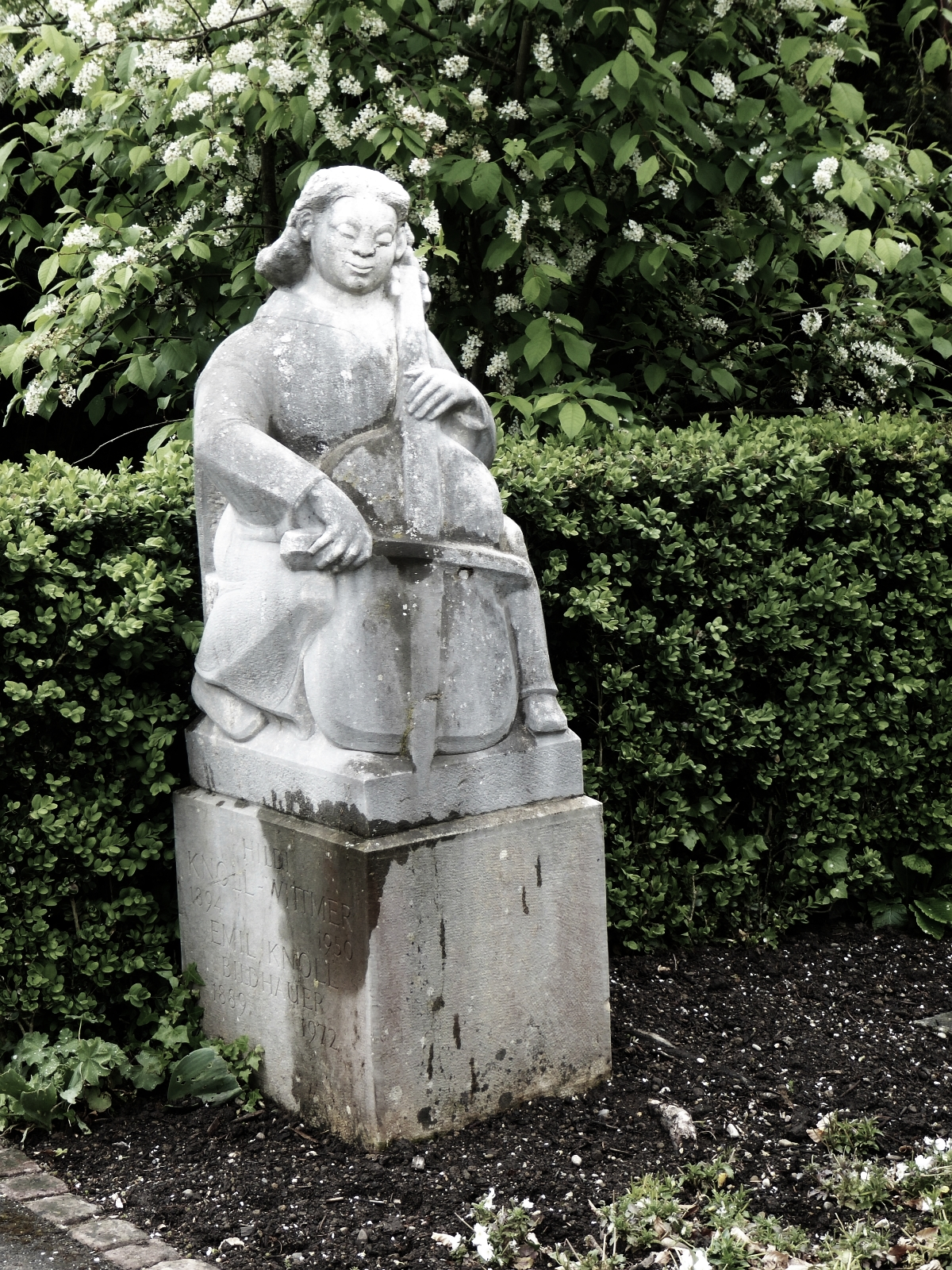
Grab, Friedhof am Hörnli

Emil Knöll (* 24. Dezember 1889 in Basel; † 11. Juli 1972 ebenda) war ein Schweizer Bildhauer und Medailleur.

## Werke
Emil Knölls Werk umfasst figürliche Plastiken und Skulpturen, Grabmäler und Brunnen, Goldschmiedearbeiten, Medaillen und Fasnachtsplaketten. So schuf er u. a. für den Basler Arbeitsrappenbrunnen die Brunnenplastik. 1927 erhielt er ein eidgenössisches Kunststipendium und 1950 nahm er an der Jubiläumsaustellung in der Kunsthalle Basel teil. 1949/50 schuf er für das neue Schulhaus Erlensträsschen in Riehen einen Brunnen mit der Figur eines Flötenspielers.  Einige seiner Werke gingen aus dem Kunstkredit Basel-Stadt hervor. Knöll war mit Hildi Knöll-Widmer (1894–1950) verheiratet. Ihr gemeinsames Grab befindet sich auf dem Friedhof am Hörnli.

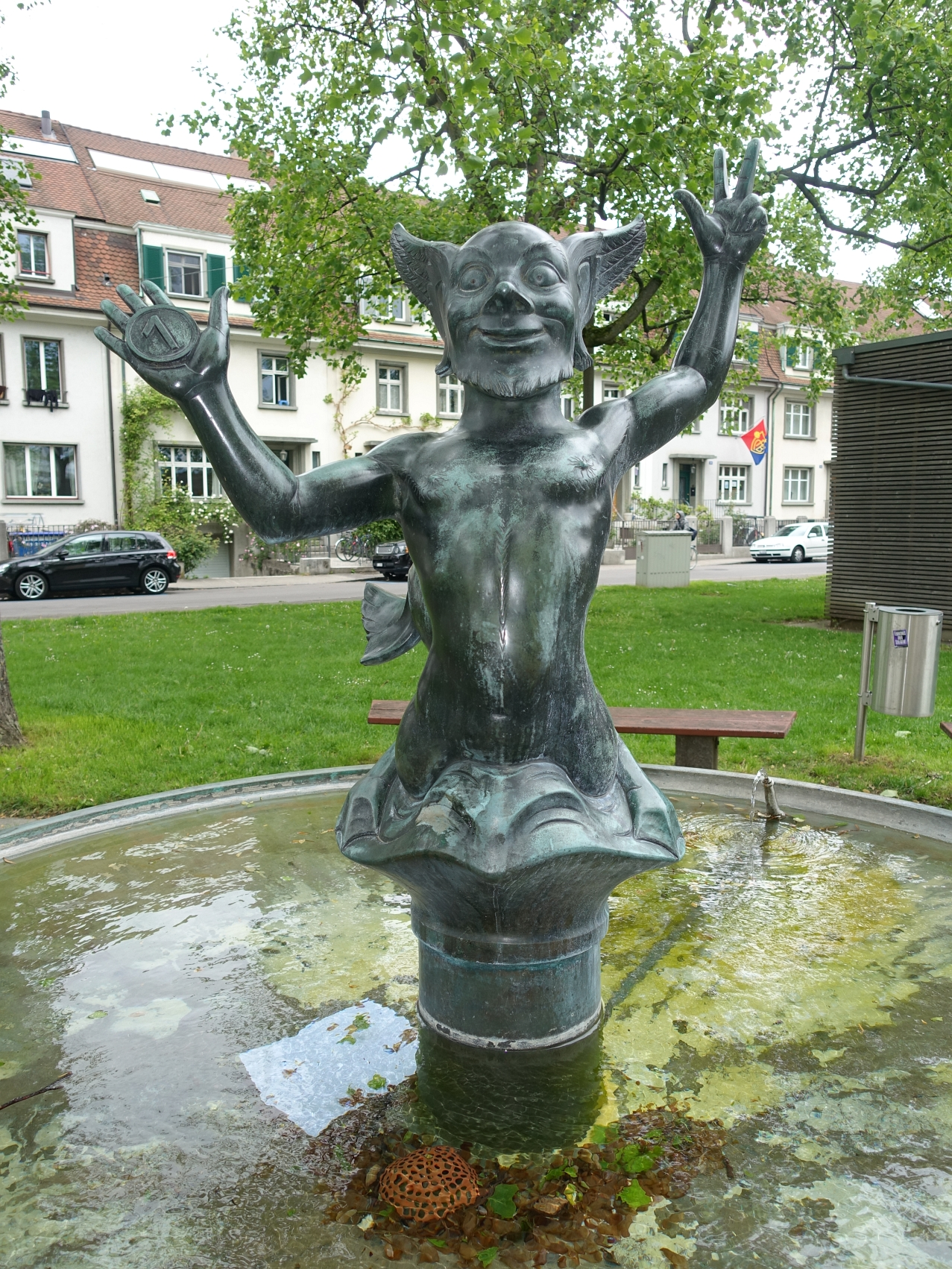
Arbeitsrappen-Brunnen, 1943
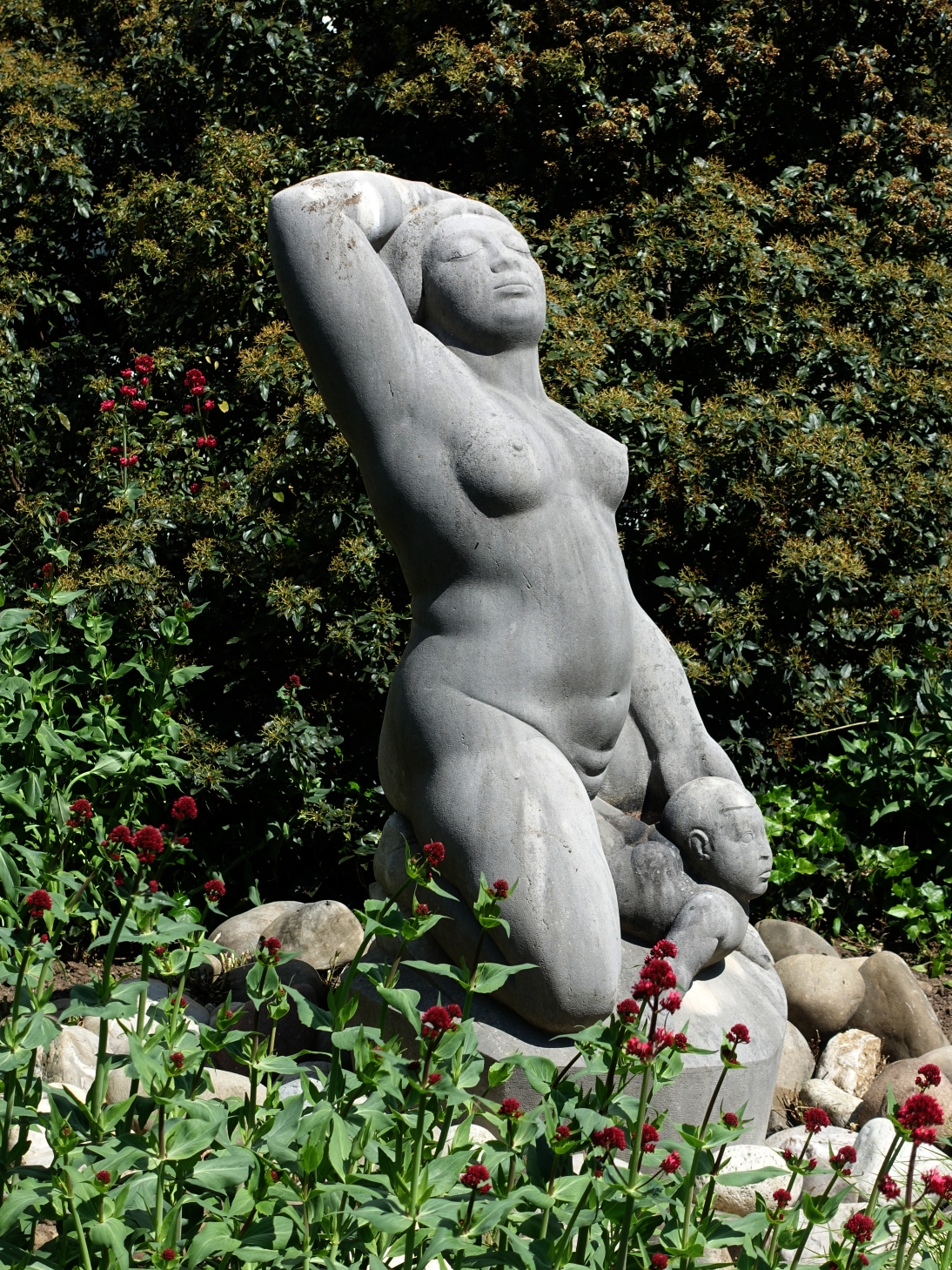
Die Gebärende
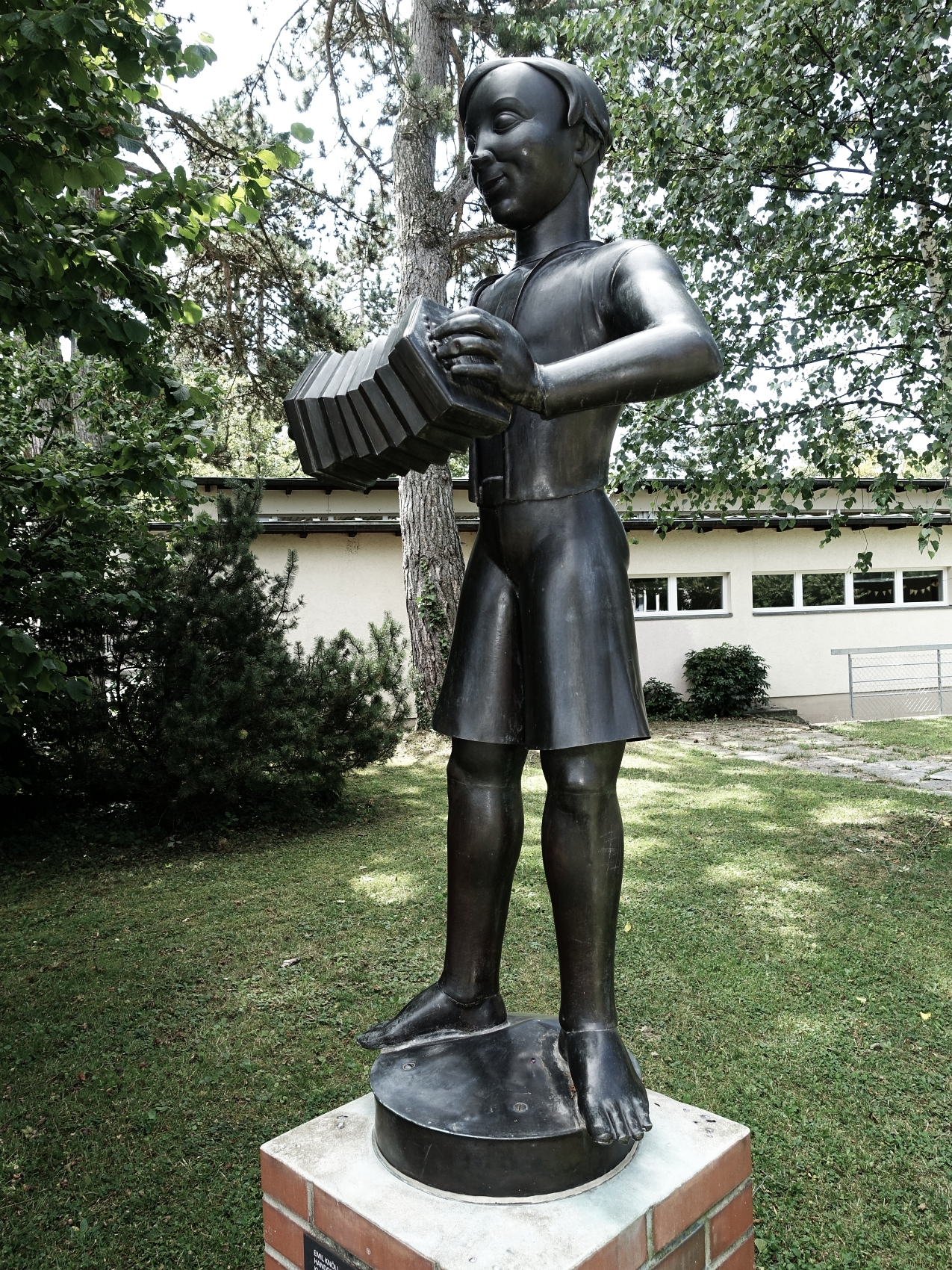
Handorgel spielender Knabe, 1938
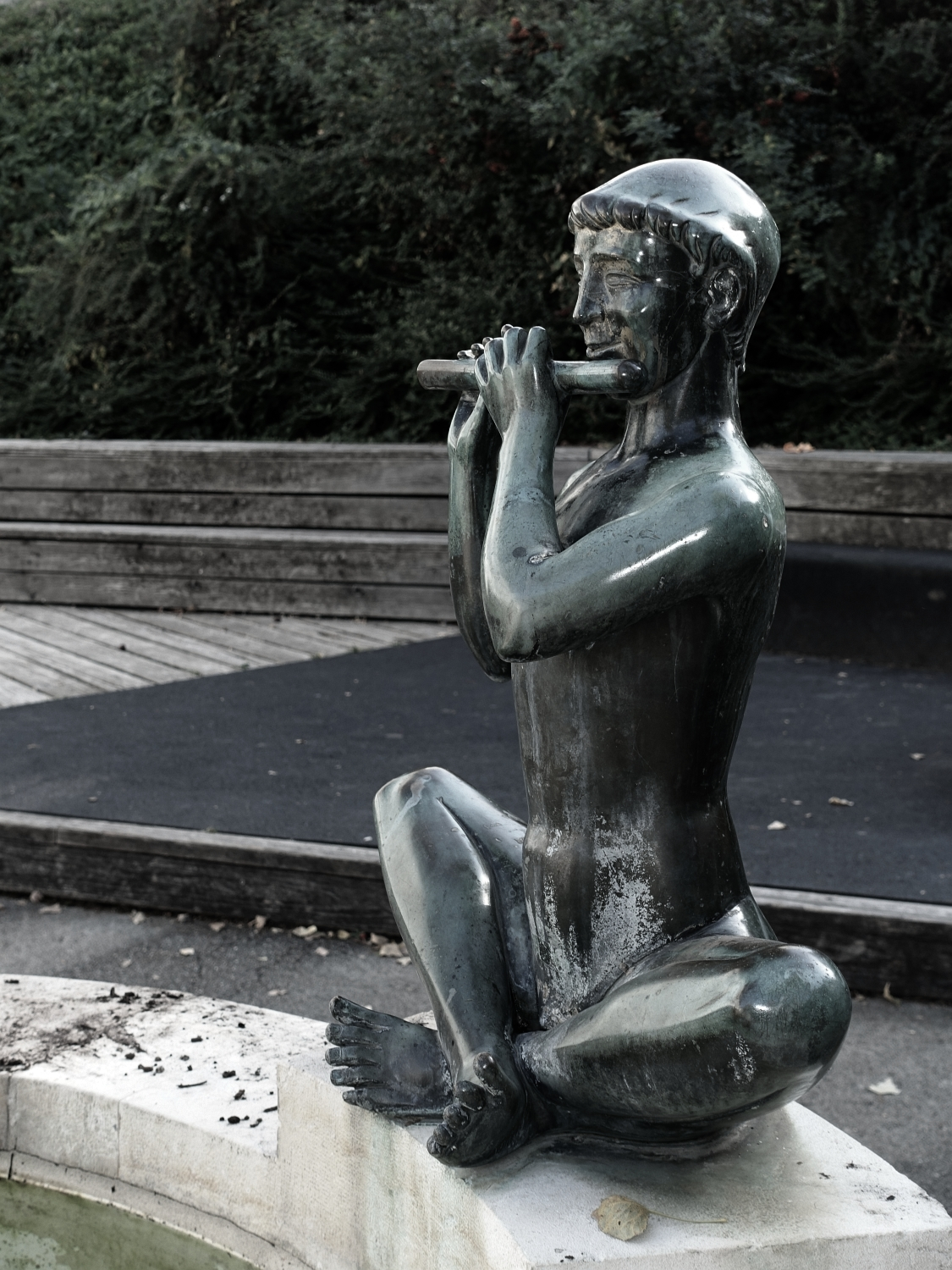
Flötenspieler, 1950. Riehen
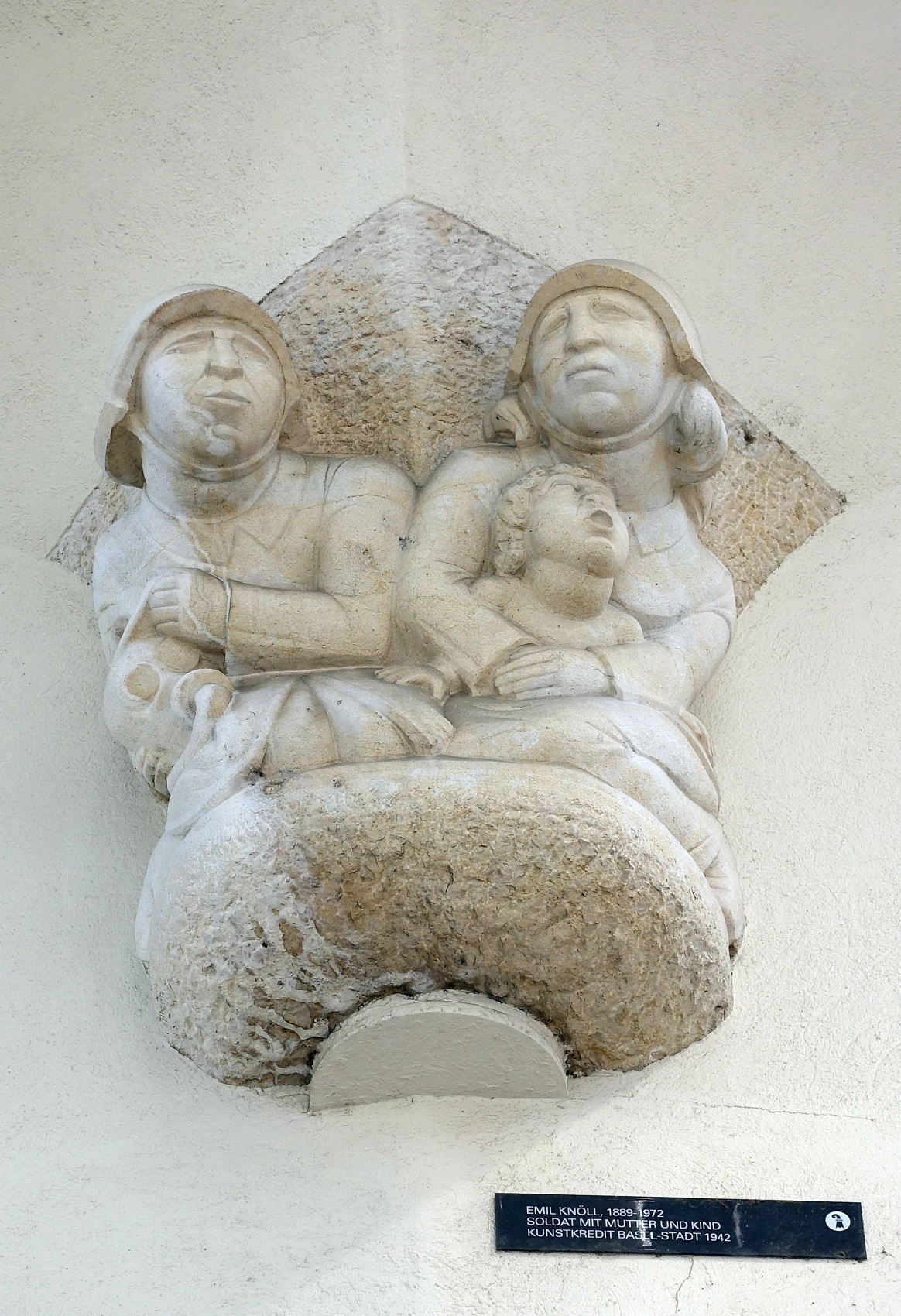
Soldat mit Mutter und Kind, 1942
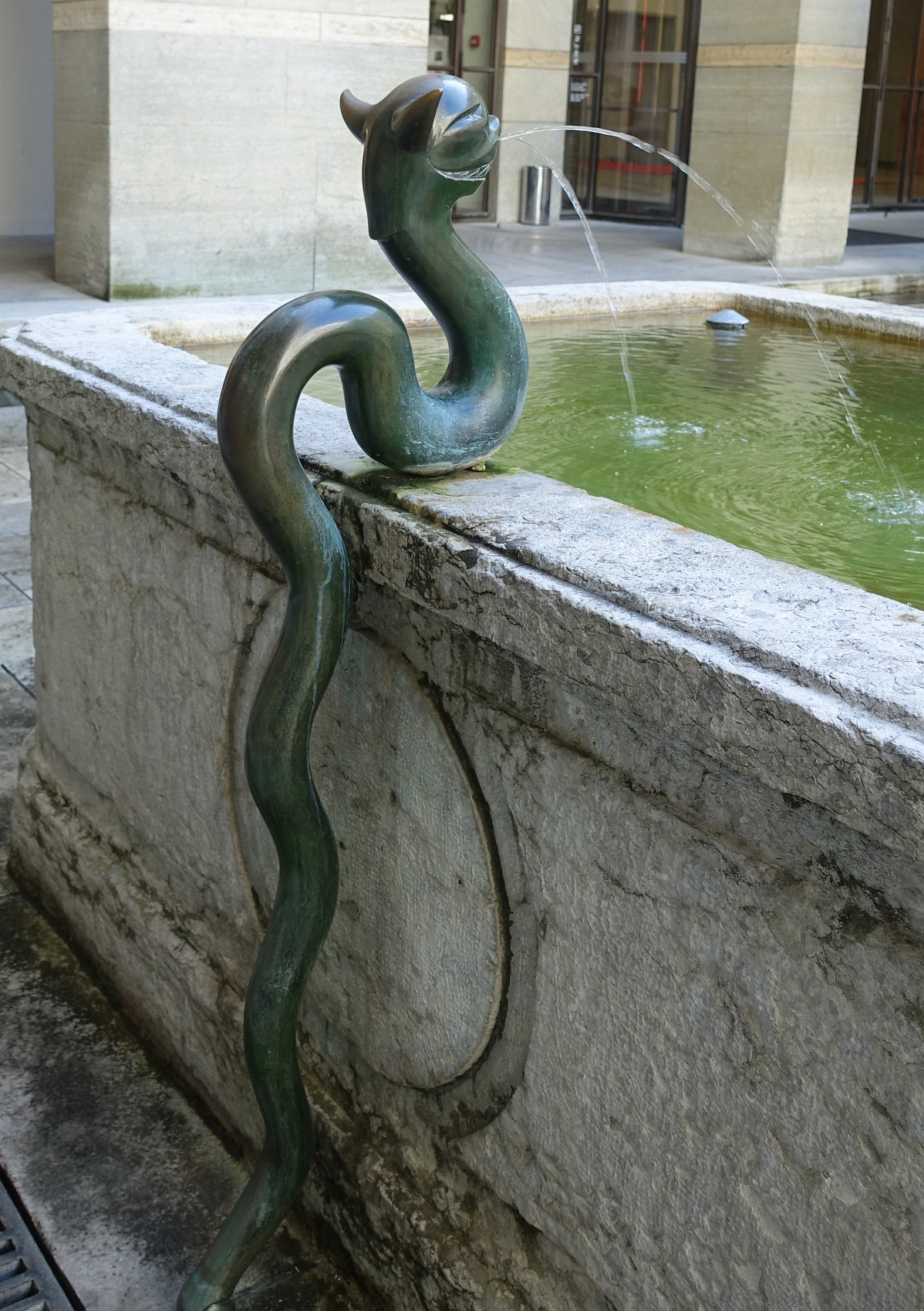
Fabeltier, 1936, Kunstmuseum Basel